# Sternwarte Bernau
Die Sternwarte Bernau ist eine von einer amateurastronomischen Vereinigung betreute Volkssternwarte. Sie befindet sich in Bernau-Blumenhag, etwa sechs Kilometer nordöstlich der Berliner Stadtgrenze.

## Geschichte
1972 wurde in einem ehemaligen Transformatorenhaus in Bernau innerhalb von nur vier Wochen ein „Astronomiekabinett“ eingerichtet. Ein Spiegelteleskop mit 15 cm Öffnung und ein Refraktor wurden angeschafft. 1973 wurde das Gebäude allerdings abgerissen und alle Geräte und Lehrmittel zur „Herrmann-Duncker-Oberschule“ verlegt. 1974 wurde an der „Wilhelm-Pieck-Oberschule“ ein neues Astronomiekabinett eingerichtet. Als die Schule 1979 renoviert wurde verlagerte man das Kabinett in eine Baracke. 1980 zog man in das heutige Gebäude in der Fliederstraße, um dort eine Schulsternwarte zu betreiben. 1983 wurde die Sternwarte an das „Haus der jungen Pioniere“ angegliedert. 1990 gründeten Amateurastronomen den Verein „Astronomisches Zentrum Bernau e. V.“ (AZB e. V.). Ziele des Vereins sind die populärwissenschaftliche Verbreitung der Astronomie und die Erhaltung der Sternwarte für die Öffentlichkeit. 1991 verlor die Sternwarte ihre Funktion als Schulsternwarte. Träger wurde das „Freizeithaus Yellow“. 1995 übernahm der AZB e. V. die Trägerschaft und führte umfangreiche Renovierungsarbeiten durch, um die Sternwarte wieder für die Öffentlichkeit nutzbar zu machen.
Seither bietet die Sternwarte Bernau regelmäßig öffentliche Himmelsbeobachtungen und astronomische Vorträge an.